# Ky Robinson
Ky Robinson (* 27. Februar 2002 in Brisbane) ist ein australischer Leichtathlet, der sich auf den Langstreckenlauf spezialisiert hat.

## Sportliche Laufbahn
Ky Robinson studiert seit 2020 an der renommierten Stanford University in den Vereinigten Staaten und 2022 sammelte er erste internationale Erfahrungen, als er bei den Weltmeisterschaften in Eugene mit 13:27,03 min in der Vorrunde im 5000-Meter-Lauf ausschied. Anschließend gelangte er bei den Commonwealth Games in Birmingham mit 27:44,33 min auf Rang sechs über 10.000 Meter. Im Jahr darauf wurde er NCAA-Collegemeister über 5000 und 10.000 Meter und 2025 gewann er bei den Hallenweltmeisterschaften in Nanjing i 7:47,09 min die Bronzemedaille über 3000 Meter hinter dem Norweger Jakob Ingebrigtsen und Berihu Aregawi aus Äthiopien.

## Persönliche Bestzeiten
- 3000 Meter: 7:36,69 min, 9. Februar 2024 in Seattle
  - 3000 Meter (Halle): 7:30,38 min, 8. Februar 2025 in New York City (Ozeanienrekord)
- 5000 Meter: 13:15,61 min, 15. Juni 2024 in Heusden-Zolder
  - 5000 Meter (Halle): 13:02,34 min, 2. März 2025 in Boston
- 10.000 Meter: 27:44,33 min, 2. August 2022 in Birmingham
- 3000 m Hindernis: 8:32,01 min, 11. Juni 2021 in Eugene (U20-Ozeanienrekord)